# 니시고베조선초급학교
니시고베조선초급학교(일본어: 西神戸朝鮮初級学校)는 일본 효고현 고베시에 위치한 조선학교이다.

## 연혁
- 1945년
  - 9월 - 고베 지역에서 국어 강습소로 설립.
  - 11월 18일 - 공식 학교 창립(교원: 2명 아동: 약 50명)
- 1947년 4월 - 학교명을 '니시고베조선초등학교'로 개칭
- 1948년
  - 4월 - 조선학교 폐쇄령 으로 폐쇄.
  - 12월 28일 - 재교
- 1956년 4월 - 학교명을 '니시고베조선초등학교'로 개칭
- 1959년 4월 - 본교 부속 유치원을 설치
- 1966년 4월 - 중급부를 설치, 학교명을 「니시고베조선초중급학교」로 개칭
- 1999년 4월 - 중급부의 통합으로 초급학교가 된 후 학교명을 「니시고베조선초급학교」로 개칭

## 학과
- 초급부
- 유치반